# نیومارسک
نیومارسک (به انگلیسی: New Marske) یک روستا در بریتانیا است که در Saltburn, Marske and New Marske واقع شده‌است.